# 専念寺 (日光市)
専念寺（せんねんじ）は、栃木県日光市足尾町松原4-1にある浄土真宗本願寺派の寺院。山号は無量山。本尊は阿弥陀如来。1889年（明治22年）創建。

## 歴史

### 創建
1877年（明治10年）には足尾銅山（後の古河鉱業足尾鉱業所）が古河市兵衛の個人経営となり、明治20年代には日本全体の銅産出量の約40%を生産するほどの鉱山に成長した。
足尾鉱業所には各地から鉱夫が集まり、「真宗王国」と呼ばれた北陸地方出身者も多数いたが、足尾町には浄土真宗の寺院がなかったため真宗寺院の設立が望まれていた。 古河市兵衛が築地本願寺に僧の派遣を要請すると、1889年（明治22年）5月には栃木県出身の藤本有教が足尾町に赴任し、下間藤に説教所を設立するとともに、その傍らに慈愍（じびん）小学校も築いた。
1891年（明治24年）4月、有教は古足尾に小滝説教所を設立した。1893年（明治26年）には築地本願寺境内から寺籍を移して無量山専念寺と称した。1899年（明治32年）8月、有教は浄土宗大圓寺の旧蹟地に通洞説教所（一名観音堂）を設立した。また、有教は茨城県多賀郡日立村（現・日立市）にも日立説教所を設立している。1913年（大正2年）には通洞説教所が近隣の火災で類焼したが、同年に再建された。

### 松原への移転
1973年（昭和48年）に足尾鉱業所が操業を停止（足尾銅山の閉山）すると、1980年（昭和55年）には通洞説教所だった場所に専念寺の寺基を移した。

## 年間行事
- 1月 元旦会
- 3月 春季彼岸会
- 7月 盂蘭盆会
- 8月 盂蘭盆会
- 9月 秋季彼岸会
- 11月 報恩講
- 11月 永代経法要

出典 : 主な行事

## 現地情報
所在地
- 321-1523 栃木県日光市足尾町松原4-1

アクセス
- わたらせ渓谷鐵道わたらせ渓谷線通洞駅から徒歩